# Hildegard Sommer
Hildegard "Hilde" Sommer (född Ripke), född 6 september 1917, död (uppgift saknas), var en tysk friidrottare med kastgrenar som huvudgren. Sommer var en pionjär inom damidrott och blev silvermedaljör vid EM i friidrott 1938 (det första EM där damtävlingar var tillåtna även om herrtävlingen hölls separat i Paris).

## Biografi
Hildegard Sommer föddes 1917 i dåvarande östra Tyskland. Efter att hon börjat med friidrott tävlade hon i diskuskastning. Hon gick med i idrottsföreningen "VfB Breslau" i Breslau. Senare tävlade hon för "MTV Braunschweig" i Braunschweig, förbundsland Niedersachsen.
Åren 1937–1948 låg hon på topp 9-listan över världens bästa diskuskastare.
1938 tog hon sin första medalj i de tyska mästerskapen vid tävlingar 28–30 juli på arenan Jahnkampfbahn i Breslau då hon vann silvermedalj i diskuskastning. Hon blev sedan tysk bronsmästare 1939, 1940 och 1941.
1938 deltog hon även vid EM i friidrott 17 september–18 september på Praterstadion i Wien. Under tävlingarna tog hon silvermedalj i diskuskastning med 40,95 meter.
Senare flyttade hon till västra Tyskland och började tävla för "MTV Braunschweig". År 1946 (24–25 augusti, Waldstadion, Frankfurt am Main) och 1947 (9–10 augusti, Müngersdorfer Stadion, Köln) blev hon tysk silvermästare i diskuskastning.